# 드미트리 밀류틴
드미트리 알렉세예비치 밀류틴 백작(러시아어: Граф Дмитрий Алексеевич Милютин, 1816년 6월 28일 ~ 1912년 1월 25일)은 러시아 제국의 군인이다. 1860년대와 1870년대에 러시아 제국 군대의 면모를 바꾼 대대적인 군사 개혁을 주도했으며 1898년에는 러시아 제국 육군 원수 계급을 받았다.

## 경력 초반
드미트리 밀류틴은 1816년 6월 28일에 모스크바에서 태어났으며 1833년에 모스크바 대학교를 졸업했다. 그의 동생인 니콜라이 밀류틴은 민간 행정 분야에서 경력을 쌓은 관료였고 1861년에 알렉산드르 2세 황제가 공표한 농노해방령을 입안했다. 밀류틴은 동생과는 달리 장교가 되기를 원했고 1836년에 상트페테르부르크에 위치한 니콜라이 군사 참모 아카데미를 졸업했다. 밀류틴은 1839년에 캅카스 전쟁에 참전한 러시아 제국군에 자원 입대했는데 1845년에 전쟁에서 큰 상처를 입으면서 상트페테르부르크로 돌아오게 된다.
밀류틴은 니콜라이 군사 참모 아카데미 교수로서 강의를 진행했고 뛰어난 군사학자로서 상당한 명성을 얻게 된다. 군사 통계의 과학적 가치를 강조한 밀류틴은 해당 주제에 대한 포괄적인 연구 논문을 저술했고 1847년에 러시아 과학 아카데미로부터 데미도프상을 수상하게 된다. 밀류틴은 알렉산드르 수보로프를 군 지휘관의 모델로 평가하는 한편 1799년에 있었던 이탈리아 원정을 경력의 정점으로 여겼다. 밀류틴은 1852년부터 1853년 사이에 자신의 견해를 5권으로 구성된 저서에 상세히 기술했다.
밀류틴은 자신의 지식을 이용하여 러시아 제국이 크림 전쟁에서 패배한 원인을 분석하고 군사 개혁을 위한 급진적인 제안을 했다. 그의 생각은 1861년에 밀류틴을 전쟁부 장관으로 임명한 알렉산드르 2세 황제에 의해 승인되었다. 이에 앞서 밀류틴은 이맘 샤밀이 이끌던 다게스탄 점령에 참여하면서 장기화된 캅카스 전쟁을 종식시키는 데에 도움을 주었다. 또한 밀류틴은 1861년부터 1865년까지 수많은 체르케스인들이 기아와 질병으로 사망할 것이라는 것을 알고 추방 명령을 내린 최고 결정권자이기도 했다.

## 전쟁부 장관
밀류틴은 1861년 5월 16일부터 1881년 5월 21일까지 러시아 제국 전쟁부 장관을 지냈다. 밀류틴의 오랜 재임 기간 동안 시행된 군사 개혁은 러시아 제국에 징병제를 도입하고 전국에 군관구가 형성되는 결과를 가져왔다.
밀류틴의 군사 개혁은 과거처럼 25세가 아닌 21세의 모든 러시아 제국의 남성들은 6년 동안 의무적으로 군 복무를 하도록 지시했다. 또한 이것은 귀족을 포함한 모든 남성들에게 적용되었다. 군사 교육 제도도 개혁의 대상이 되었는데 모든 징병 대상자들이 기초 군사 교육을 받게 되었다. 밀류틴의 개혁은 러시아의 역사에서 이정표로 여겨지는데 표트르 1세 황제가 전문 군대를 폐지하면서부터 아나톨리 세르듀코프 러시아 연방 국방부 장관이 2020년에 군사 개혁을 선언할 때까지 러시아 군대의 창설 기반으로 여겨졌다. 1874년에 드미트리 밀류틴의 개혁에 따라 러시아 제국 육군은 일정한 막사가 없었고 대피호와 판잣집에서 숙박을 했다.
밀류틴의 군사 개혁의 성공은 1877년부터 1878년까지 일어난 러시아-튀르크 전쟁 동안에 입증되었다. 밀류틴의 미묘한 지도력은 러시아 제국군이 불가리아 플레벤을 3번 연속으로 점령하는 데에 실패했을 때에 절정에 달했고 많은 전문가들이 후퇴하라고 충고했을 때 스스로 느껴졌다. 밀류틴은 즉시 포위를 보다 질서정연하게 계속하도록 명령했고 이로써 전쟁은 러시아 제국의 승리로 끝났다. 전쟁이 끝나갈 무렵에 밀류틴은 공성전 동안에 드러난 식량 공급의 오류와 다른 문제들을 조사하기 위해 위원회를 설립했다. 밀류틴은 이러한 공적을 인정받아 백작이 되었고 스뱌토고안드레이 훈장을 포함한 모든 러시아 제국의 훈장을 받았다.
밀류틴은 1885년 베를린 회의 이후에 밀류틴은 건강 악화로 인하여 사임한 알렉산드르 고르차코프 총리의 뒤를 이어 러시아 제국의 외교 정책 지도자가 되었다. 그러나 1881년에 알렉산드르 2세 황제가 암살당하면서 그의 지위는 위태로워졌다. 또한 이전 치세에 있었던 자유주의 혁신을 되돌리려는 콘스탄틴 포베도노스체프가 가장 강력한 정책 입안자로 부상하면서 사임하게 된다. 밀류틴은 1898년에 알렉산드르 2세 황제 탄신 80주년 기념식에서 러시아 제국 역사상 처음으로 육군 원수로 승진했다. 1912년 1월 25일에 크림반도 얄타 인근에 위치한 시메이스에서 사망했다.

## 훈장
러시아 제국
- 1·2급 스뱌토고안나 훈장
- 백수리 훈장
- 1·3급 스뱌토고스타니스와프 훈장
- 1급 스뱌토고블라디미르 훈장
- 스뱌토고 알렉산드르 넵스키 훈장
- 스뱌토고 안드레이 훈장
- 2등 스뱌토고게오르기 훈장

외국
- 루마니아 왕국 루마니아의 별 훈장
- 프로이센 왕국 1급 적수리 훈장
- 프로이센 왕국 푸르 르 메리트 군사훈장
- 프로이센 왕국 흑수리 훈장
- 오스트리아 제국 레오폴트 훈장
- 오스트리아 제국 철십자 훈장
- 프랑스 제3공화국 레지옹 도뇌르 훈장
- 프랑스 제3공화국 학술야자수 훈장
- 스웨덴 세라핌 왕실 훈장
- 덴마크 코끼리 훈장
- 헝가리 왕국 성 이슈트반 훈장
- 메클렌부르크슈트렐리츠 대공국 벤트 왕관 훈장
- 세르비아 공국 타코보 십자 훈장
- 몬테네그로 공국 다닐로 1세 공작 훈장
- 페르시아(카자르 왕조) 사자와 태양 훈장